# Joe Brincat
Joseph Brincat detto Joe (Ħamrun, 5 marzo 1970) è un allenatore di calcio ed ex calciatore maltese, di ruolo centrocampista.
Nel 2025, in occasione di una votazione tenutasi per i 125 anni della Federazione calcistica di Malta, è stato inserito nella migliore formazione di tutti i tempi della nazionale maltese.

## Palmarès

### Giocatore

#### Club
- Campionato maltese: 7

Ħamrun Spartans: 1986-1987, 1987-1988, 1990-1991
Birkirkara: 1999-2000
Sliema Wanderers: 2002-2003, 2003-2004, 2004-2005
- Coppa di Malta: 6

Ħamrun Spartans: 1986-1987, 1987-1988, 1988-1989, 1991-1992
Birkirkara: 2001-2002
Sliema Wanderers: 2003-2004
- Supercoppa di Malta: 5

Ħamrun Spartans: 1987, 1988, 1989, 1991, 1992

#### Individuale
- Capocannoniere della Premier League maltese: 1

1997-1998 (19 gol)
- Calciatore maltese dell'anno: 1

1992-1993
- Malta's best XI of all time (2025)